# Llista de monuments de Sant Mateu de Bages
Llista de monuments de Sant Mateu de Bages inclosos en l'Inventari del Patrimoni Arquitectònic Català per al municipi de Sant Mateu de Bages (Bages). Inclou els inscrits en el Registre de Béns Culturals d'Interès Nacional (BCIN) amb la classificació de monuments històrics i els Béns Culturals d'Interès Local (BCIL) de caràcter arquitectònic.
| Monument                                                                   | Protecció    | Estil/època                    | Localització                                                                       | Coordenades                                          | Codi?         | Imatge |
| -------------------------------------------------------------------------- | ------------ | ------------------------------ | ---------------------------------------------------------------------------------- | ---------------------------------------------------- | ------------- | --- |
| Castell de Sant Mateu, o Castell de les Planes                             | BCIN 1506-MH | X-XIV                          | Sant Mateu de Bages                                                                | 41° 48′ 04″ N, 1° 44′ 31″ E / 41.801076°N,1.741831°E | RI-51-0005658 | Castell de Sant Mateu (Sant Mateu de Bages) · Vegeu més fotos d'aquest monument · Carregueu una nova foto d'aquest monument                         |
| Castell de Coaner                                                          | BCIN 1507-MH | Romànic XI-XIV                 | Sant Mateu de Bages                                                                | 41° 49′ 58″ N, 1° 42′ 48″ E / 41.832681°N,1.713229°E | RI-51-0005659 | Castell de Coaner (Sant Mateu de Bages) · Vegeu més fotos d'aquest monument · Carregueu una nova foto d'aquest monument                             |
| Castell de Claret dels Cavallers                                           | BCIN 1508-MH | XII-XIII                       | Sant Mateu de Bages                                                                | 41° 49′ 18″ N, 1° 38′ 48″ E / 41.821647°N,1.646556°E | RI-51-0005660 | Castell de Claret dels Cavallers (Sant Mateu de Bages) · Vegeu més fotos d'aquest monument · Carregueu una nova foto d'aquest monument              |
| Castell de Castelltallat, o Montdó, Montedono o Castrodon                  | BCIN 1509-MH | X-XIV                          | Sant Mateu de Bages                                                                | 41° 47′ 38″ N, 1° 37′ 57″ E / 41.793932°N,1.632386°E | RI-51-0005661 | Castell de Castelltallat (Sant Mateu de Bages) · Vegeu més fotos d'aquest monument · Carregueu una nova foto d'aquest monument                      |
| El Castellot                                                               | BCIN 1510-MH | XIV                            | Sant Mateu de Bages                                                                | 41° 47′ 51″ N, 1° 38′ 03″ E / 41.797510°N,1.634284°E | RI-51-0005662 | El Castellot (Sant Mateu de Bages) · Vegeu més fotos d'aquest monument · Carregueu una nova foto d'aquest monument                                  |
| La Sala                                                                    | BCIN 1511-MH | XII                            | Sant Mateu de Bages                                                                | 41° 49′ 06″ N, 1° 43′ 45″ E / 41.818268°N,1.729154°E | RI-51-0005663 | La Sala (Sant Mateu de Bages) · Vegeu més fotos d'aquest monument · Carregueu una nova foto d'aquest monument                                       |
| Colònia Valls                                                              |              | Obra popular XX                | Sant Mateu de Bages Valls de Torroella                                             | 41° 50′ 48″ N, 1° 43′ 10″ E / 41.846532°N,1.719501°E | IPA-16856     | Colònia Valls (Sant Mateu de Bages) · Vegeu més fotos d'aquest monument · Carregueu una nova foto d'aquest monument                                 |
| Església del Sagrat Cor de la Colònia Valls                                |              | Historicisme XX                | Sant Mateu de Bages Colònia Valls                                                  | 41° 50′ 52″ N, 1° 43′ 10″ E / 41.847776°N,1.719479°E | IPA-16857     | Església del Sagrat Cor de la Colònia Valls (Sant Mateu de Bages) · Vegeu més fotos d'aquest monument · Carregueu una nova foto d'aquest monument   |
| Església de Sant Mateu de Bages                                            |              | Obra popular, preromànic XVIII | Sant Mateu de Bages Ctra. Sant Mateu, km 7                                         | 41° 47′ 47″ N, 1° 43′ 58″ E / 41.796517°N,1.732753°E | IPA-17093     | Església de Sant Mateu de Bages · Vegeu més fotos d'aquest monument · Carregueu una nova foto d'aquest monument                                     |
| Església de Sant Pere                                                      | BCIL 2015    | Romànic XII-XVIII              | Sant Mateu de Bages Claret dels Cavallers                                          | 41° 49′ 18″ N, 1° 38′ 49″ E / 41.821538°N,1.646989°E | IPA-17095     | Església de Sant Pere de Claret de Cavallers (Sant Mateu de Bages) · Vegeu més fotos d'aquest monument · Carregueu una nova foto d'aquest monument  |
| Església de la Sala                                                        |              | Romànic                        | Sant Mateu de Bages La Sala                                                        | 41° 49′ 06″ N, 1° 43′ 45″ E / 41.818357°N,1.729168°E | IPA-17096     | Església de la Sala (Sant Mateu de Bages) · Vegeu més fotos d'aquest monument · Carregueu una nova foto d'aquest monument                           |
| Masia de Can Serra de Breners                                              |              | Obra popular XVII              | Sant Mateu de Bages A mig camí entre Castelltallat i Saló, sobre el camí de Prades | 41° 48′ 19″ N, 1° 35′ 32″ E / 41.805150°N,1.592247°E | IPA-17097     | Masia de Can Serra de Breners (Sant Mateu de Bages) · Vegeu més fotos d'aquest monument · Carregueu una nova foto d'aquest monument                 |
| Església de Sant Martí de Bertrans                                         |              | Romànic XII                    | Sant Mateu de Bages Masia Prat Barrina                                             | 41° 48′ 24″ N, 1° 35′ 53″ E / 41.806535°N,1.598009°E | IPA-17099     | Església de Sant Martí de Bertrans (Sant Mateu de Bages) · Vegeu més fotos d'aquest monument · Carregueu una nova foto d'aquest monument            |
| Ermita de Sant Jaume Salerm, o Ermita de Sant Jaume de Salerm, Erm, Heremo |              | Gòtic XIV                      | Sant Mateu de Bages Serrat de Sant Jaume                                           | 41° 46′ 33″ N, 1° 35′ 39″ E / 41.775764°N,1.594150°E | IPA-17100     | Ermita de Sant Jaume Salerm (Sant Mateu de Bages) · Vegeu més fotos d'aquest monument · Carregueu una nova foto d'aquest monument                   |
| Església de Sant Antoni de Pàdua                                           |              | Obra popular, neoromànic XX    | Sant Mateu de Bages Masia Puigdellívol                                             | 41° 47′ 58″ N, 1° 40′ 10″ E / 41.799491°N,1.669531°E | IPA-17102     | Església de Sant Antoni de Pàdua (Sant Mateu de Bages) · Vegeu més fotos d'aquest monument · Carregueu una nova foto d'aquest monument              |
| Capella de Santa Eugènia de Goberna                                        |              | Obra popular XVI               | Sant Mateu de Bages Masia de Goberna                                               | 41° 47′ 28″ N, 1° 36′ 57″ E / 41.791011°N,1.615898°E | IPA-17104     | Capella de Santa Eugènia de Goberna (Sant Mateu de Bages) · Vegeu més fotos d'aquest monument · Carregueu una nova foto d'aquest monument           |
| Ermita de Sant Miquel de les Planes                                        |              | Romànic XIII                   | Sant Mateu de Bages Ctra. Sant Mateu, km 5                                         | 41° 48′ 04″ N, 1° 44′ 40″ E / 41.801166°N,1.744397°E | IPA-17105     | Ermita de Sant Miquel de les Planes (Sant Mateu de Bages) · Vegeu més fotos d'aquest monument · Carregueu una nova foto d'aquest monument           |
| Masia de les Planes                                                        |              | Obra popular XVI, XX           | Sant Mateu de Bages Ctra. Sant Mateu, km 5                                         | 41° 48′ 00″ N, 1° 44′ 31″ E / 41.800122°N,1.741998°E | IPA-17107     | Carregueu una nova foto d'aquest monument |
| Masia de Cal Mas                                                           |              | Obra popular XIX               | Sant Mateu de Bages A 500 m de la creu de terme de Castelltallat                   | 41° 47′ 59″ N, 1° 36′ 39″ E / 41.799717°N,1.610836°E | IPA-17108     | Masia de Cal Mas (Sant Mateu de Bages) · Vegeu més fotos d'aquest monument · Carregueu una nova foto d'aquest monument                              |
| Masia Figuera                                                              |              | Obra popular XIV               | Sant Mateu de Bages Castelltallat                                                  | 41° 48′ 38″ N, 1° 41′ 21″ E / 41.810521°N,1.689062°E | IPA-17109     | Masia Figuera (Sant Mateu de Bages) · Vegeu més fotos d'aquest monument · Carregueu una nova foto d'aquest monument                                 |
| Església de Sant Pere de Vilalta                                           |              | Gòtic XIII                     | Sant Mateu de Bages Masia de Vilalta                                               | 41° 47′ 52″ N, 1° 40′ 29″ E / 41.797642°N,1.674740°E | IPA-17113     | Carregueu una nova foto d'aquest monument |
| Església de Sant Cristòfol de Figuera                                      |              | Romànic XII, XX                | Sant Mateu de Bages                                                                | 41° 48′ 37″ N, 1° 41′ 21″ E / 41.810214°N,1.689167°E | IPA-17115     | Església de Sant Cristòfol de Figuera (Sant Mateu de Bages) · Vegeu més fotos d'aquest monument · Carregueu una nova foto d'aquest monument         |
| Església de Sant Julià de Coaner                                           |              | Romànic XI, XX                 | Sant Mateu de Bages Coaner                                                         | 41° 49′ 56″ N, 1° 42′ 48″ E / 41.832278°N,1.713389°E | IPA-17116     | Església de Sant Julià de Coaner (Sant Mateu de Bages) · Vegeu més fotos d'aquest monument · Carregueu una nova foto d'aquest monument              |
| Pou de gel de la Masia de les Feixes                                       |              | Obra popular XVII              | Sant Mateu de Bages Prop a la riera de Saló, sota la masia.                        |                                                      | IPA-17119     | Carregueu una nova foto d'aquest monument |
| Església Santuari de la Mare de Déu de Coaner                              |              | Obra popular XVII              | Sant Mateu de Bages Desviament Km 18 Ctra. Manr-Mas.                               | 41° 49′ 58″ N, 1° 42′ 42″ E / 41.832698°N,1.711529°E | IPA-17120     | Església Santuari de la Mare de Déu de Coaner (Sant Mateu de Bages) · Vegeu més fotos d'aquest monument · Carregueu una nova foto d'aquest monument |
| Les Feixes de Coaner                                                       |              | Obra popular XII, XVII         | Sant Mateu de Bages Ctra. de Saló, km 4                                            | 41° 50′ 30″ N, 1° 41′ 19″ E / 41.841720°N,1.688596°E | IPA-17122     | Masia de les Feixes de Coaner (Sant Mateu de Bages) · Vegeu més fotos d'aquest monument · Carregueu una nova foto d'aquest monument                 |
| El Semis de Coaner, o Samis                                                |              | Obra popular XII, XVIII        | Sant Mateu de Bages Ctra. de Saló, km 4 desviament                                 | 41° 49′ 48″ N, 1° 40′ 40″ E / 41.829919°N,1.677803°E | IPA-17124     | Masia el Semis de Coaner (Sant Mateu de Bages) · Vegeu més fotos d'aquest monument · Carregueu una nova foto d'aquest monument                      |
| Església de Sant Miquel de Castelltallat                                   |              | Obra popular XV                | Sant Mateu de Bages Castelltallat                                                  | 41° 47′ 37″ N, 1° 37′ 59″ E / 41.793662°N,1.632986°E | IPA-17126     | Església de Sant Miquel de Castelltallat (Sant Mateu de Bages) · Vegeu més fotos d'aquest monument · Carregueu una nova foto d'aquest monument      |
| Ermita de Sant Martí                                                       |              | Romànic XIX                    | Sant Mateu de Bages Masia Claret de la Serra                                       | 41° 51′ 43″ N, 1° 39′ 49″ E / 41.861951°N,1.663578°E | IPA-17130     | Ermita de Sant Martí (Sant Mateu de Bages) · Vegeu més fotos d'aquest monument · Carregueu una nova foto d'aquest monument                          |
| Església de Sant Pere i Sant Feliu de Salo                                 |              | XIX                            | Sant Mateu de Bages Ctra. Salo, km 9                                               | 41° 50′ 40″ N, 1° 38′ 38″ E / 41.844469°N,1.643817°E | IPA-17131     | Església de Sant Pere i Sant Feliu de Salo (Sant Mateu de Bages) · Vegeu més fotos d'aquest monument · Carregueu una nova foto d'aquest monument    |
| Església de Santa Margarida de Mejà, de Maià, Majà o Meià                  |              | Gòtic XIV                      | Sant Mateu de Bages Ctra. Saló, km 6,5                                             | 41° 50′ 28″ N, 1° 39′ 47″ E / 41.841146°N,1.662980°E | IPA-17132     | Església de Santa Margarida de Mejà (Sant Mateu de Bages) · Vegeu més fotos d'aquest monument · Carregueu una nova foto d'aquest monument           |
| Església de Sant Joan dels Caus                                            |              | Romànic XII-XIII               | Sant Mateu de Bages Masia dels Caus                                                | 41° 50′ 53″ N, 1° 37′ 47″ E / 41.847949°N,1.629672°E | IPA-17134     | Església de Sant Joan dels Caus (Sant Mateu de Bages) · Vegeu més fotos d'aquest monument · Carregueu una nova foto d'aquest monument               |
| Forn de pega de la Casa Semís                                              | BCIL 2015    |                                | Sant Mateu de Bages Coaner                                                         | 41° 49′ 55″ N, 1° 40′ 46″ E / 41.832028°N,1.679449°E | IPA-43430     | Carregueu una nova foto d'aquest monument |